# Раздолье (Луганская область)
Раздолье (укр. Роздолля) — село, относится к Беловодскому району Луганской области Украины.
Почтовый индекс — 92813. Телефонный код — 6466. Занимает площадь 1,05 км².

## Местный совет
92813, Луганська обл., Біловодський р-н, с. Новолимарівка, вул. Шкільна, 60  (укр.)